# 盖尔布施泰特
盖尔布施泰特（德語：Gerbstedt，發音：[ˈɡɛʁpˌʃtɛt] ⓘ）是德国萨克森-安哈尔特州曼斯费尔德-南哈茨县的城市，面积102.31平方千米，2023年12月31日人口为6,730人。

## 友好城市
- 德国 格雷夫拉特
- 法國 弗雷旺